# Mémorial national (États-Unis)
 (août 2021).
Si vous disposez d'ouvrages ou d'articles de référence ou si vous connaissez des sites web de qualité traitant du thème abordé ici, merci de compléter l'article en donnant les références utiles à sa vérifiabilité et en les liant à la section « Notes et références ».

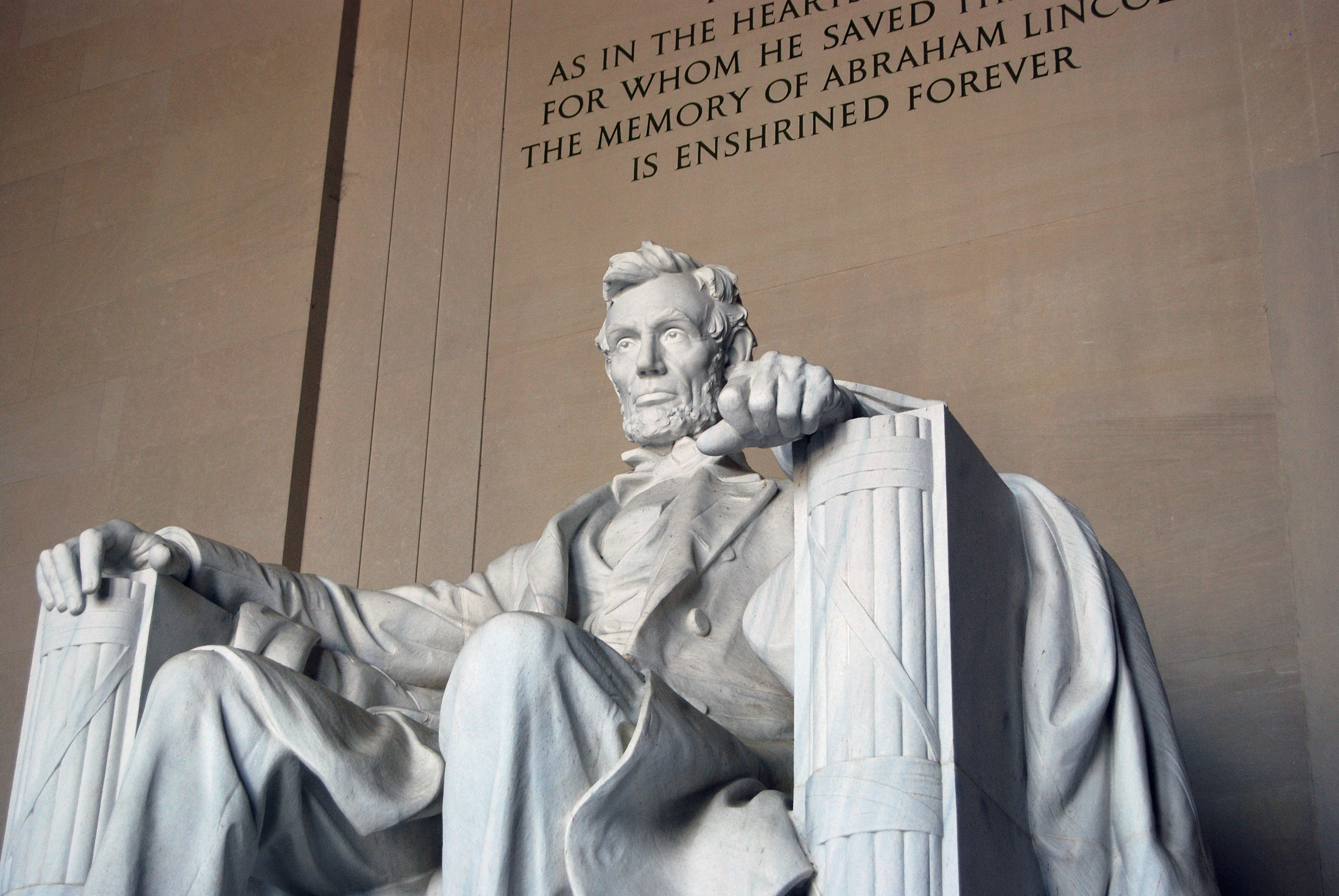
Abraham Lincoln au Lincoln Memorial.

Un mémorial national (en anglais : National Memorial) est, aux États-Unis, un espace protégé au niveau fédéral commémorant une personne ou un événement d'importance. L'autorisation pour l'obtention de ce titre dépend d'une décision du Congrès. Le mémorial ne se trouve pas nécessairement à un endroit en rapport avec le personnage ou l'événement historique.
Le plus ancien mémorial national et l'un des plus célèbres est le Washington Monument, établi en 1885. D'autres mémoriaux renommés sont le mont Rushmore, le Lincoln Memorial, le Jefferson Memorial, le National World War II Memorial, le Pearl Harbor National Memorial, le Korean War Veterans Memorial, le Vietnam Veterans Memorial, le Martin Luther King, Jr. National Memorial, le Franklin Delano Roosevelt Memorial et le Flight 93 National Memorial.
La plupart des mémoriaux nationaux sont détenus et gérés par le National Park Service (NPS). Cependant, certains sont administrés par d'autres organisations tout en étant tout de même affiliés au service précité. Ils peuvent ainsi demander l'aide du service national des parcs pour entretenir les monuments. Comme toutes les zones historiques du système national des parcs, les mémoriaux (à quelques exceptions près) sont automatiquement listés dans le Registre national des lieux historiques.
Il arrive qu'une organisation privée érige un monument en utilisant le terme national dans le nom sans l'autorisation du Congrès des États-Unis tel le George Washington Masonic National Memorial. Cela ne semble pas être illégal sauf si l'organisation est affiliée à une institution fédérale.